# Szent Ferenc-kolostor (Santo Domingo)
A Szent Ferenc-kolostor romjai a Dominikai Köztársaság fővárosának, Santo Domingónak a legjelentősebb műemlékei közé tartoznak. A romok Santo Domingo gyarmati kori óvárosának részeként a világörökséghez tartoznak; ez a főváros turisták által egyik leglátogatottabb helyszíne.

## Története
A Szent Ferenc-kolostort az Újvilág legelső katolikus kolostorának tartják. Építése (eredetileg fából, 1523-tól kőből) a ferencesek megérkezése után, Nicolás de Ovando kormányzósága idején, 1508-ban kezdődött, de teljesen csak 1560-ban fejeződött be. 1515 körül a kolostor főbejárata alá temették el Alonso de Ojeda konkvisztádort, ám a holttestet később kiásták, és titokban Venezuelába csempészték. Itt épült fel a főváros első vízvezetéke is, amely a kolostortól vezette a vizet a főtéri kúthoz.
Az épületeket valamikor az elkészülte utáni években egy hurrikán rongálta meg, 1586-ban pedig Francis Drake és társai fosztották ki. 1664-re készültek el a felújítási munkálatai, de 1673-ban és 1751-ben földrengések következtében súlyos károkat szenvedett. Az 1808-ban a Palo Hincadó-i csatában legyőzött, és a városban ostrom alá vett ferencesek egy ágyút helyeztek el az épület tetejére, azonban az elsütött ágyú lövéseinek erejétől a tető beomlott, később pedig, a haiti megszállás idején, számos követ és más építőelemet vittek el innen, így a romok tovább pusztultak. 1930-ban újabb csapás érte az épületmaradványokat, ezúttal a San Zenón hurrikán következtében.
Bár a 21. század elején több terv is született a felújításra, ezek nem valósultak meg. A 2010-es évek végére igen elhanyagolttá vált: bár a központi épületek zárva voltak, csak belépőjeggyel voltak látogathatók, de a környező területet őrizetlenül és lezáratlanul hagyták, ezért oda szabadon járkált ki-be mindenki, egyesek a falak tövében aludtak, szemetet dobáltak szét, és voltak olyanok is, akik például ruhát mostak a területen, a vaskapura pedig kiteregették a ruháikat.

## Leírás
Az épületegyüttes, amely egy kolostorból, egy templomból és a ferencesek harmadik rendjének kápolnájából áll, ma a főváros központi részén, az egykori gyarmati óváros területén található, nem messze attól a helytől, ahol az Ozama folyó a Karib-tengerbe torkollik. A főtemplom, amelynek apszisa az északi végén helyezkedik el, a keleti oldalon található, ennek északkeleti részével épült egybe a kápolna (apszisa a keleti oldalon van), a kápolnától délre a kerengő foglal helyet, annak déli oldalán pedig maga a kolostor.

## Képek

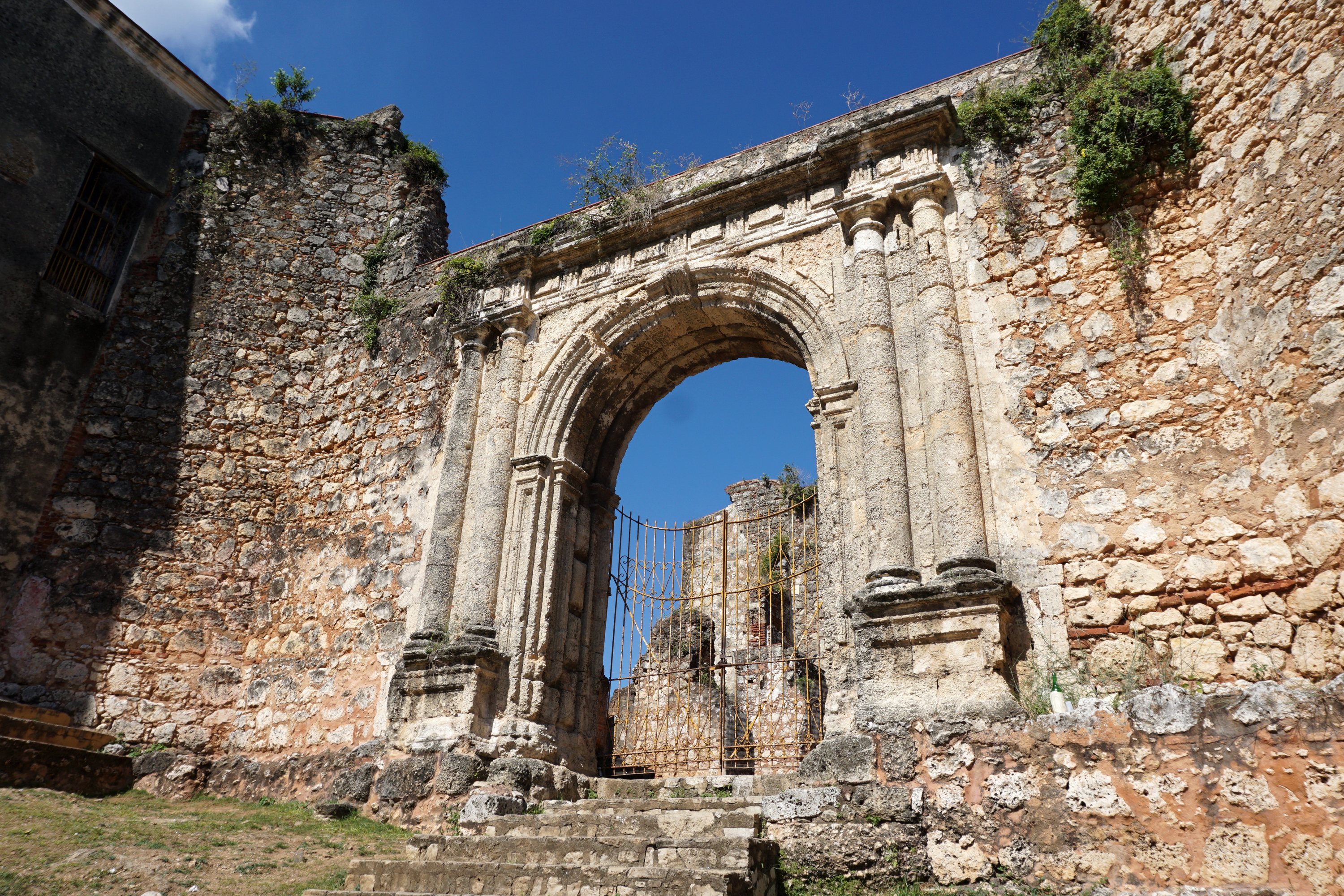
A főtemplom oszlopokkal szegélyezett kapuja
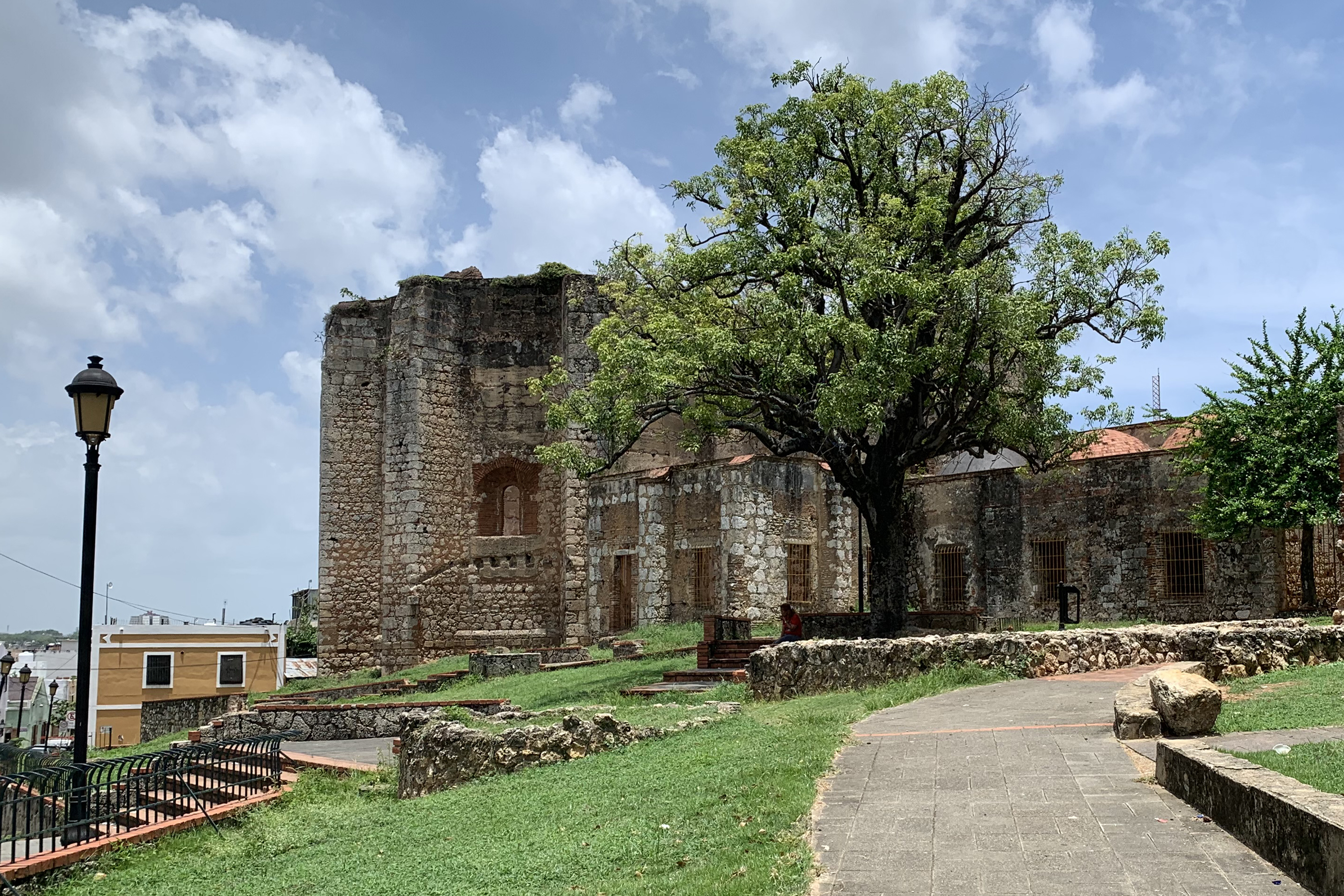
A főtemplom apszisa
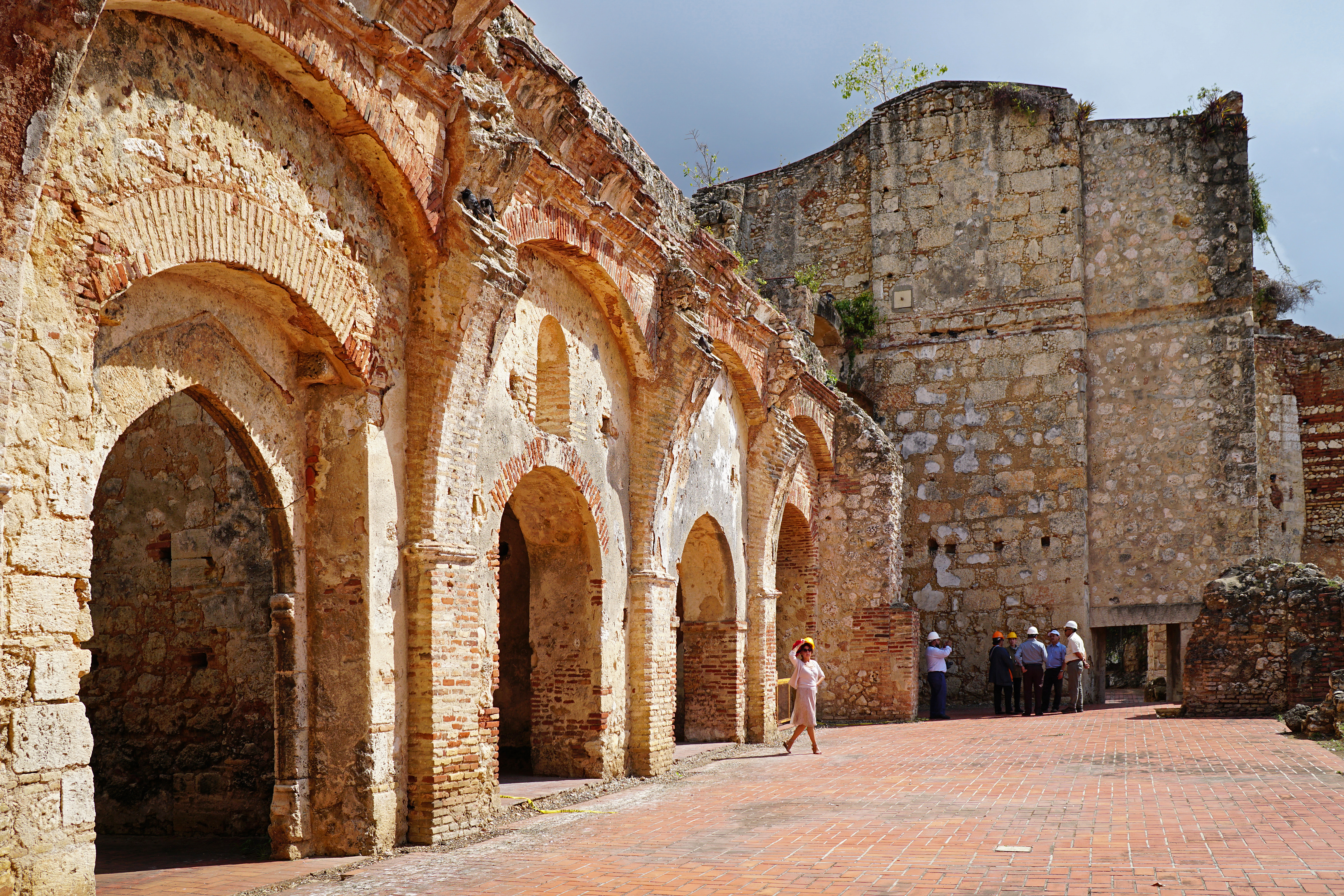
Részlet a kápolnával
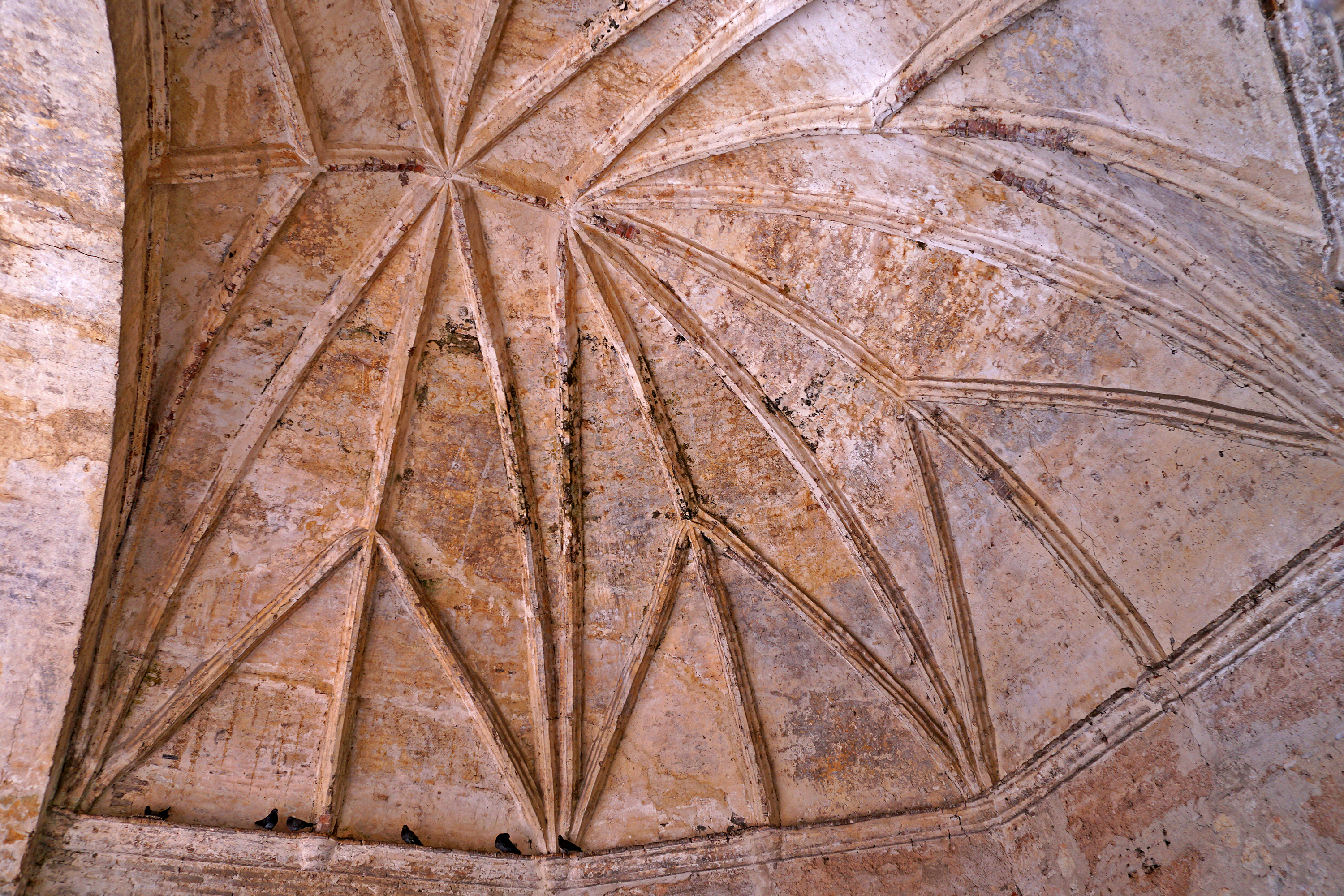
Gótikus boltozat a kápolnában